# Alberto Riccoboni
Alberto Riccoboni (Este, 5 gennaio 1894 – Milano, 1973) è stato un architetto e storico dell'arte italiano.

## Biografia

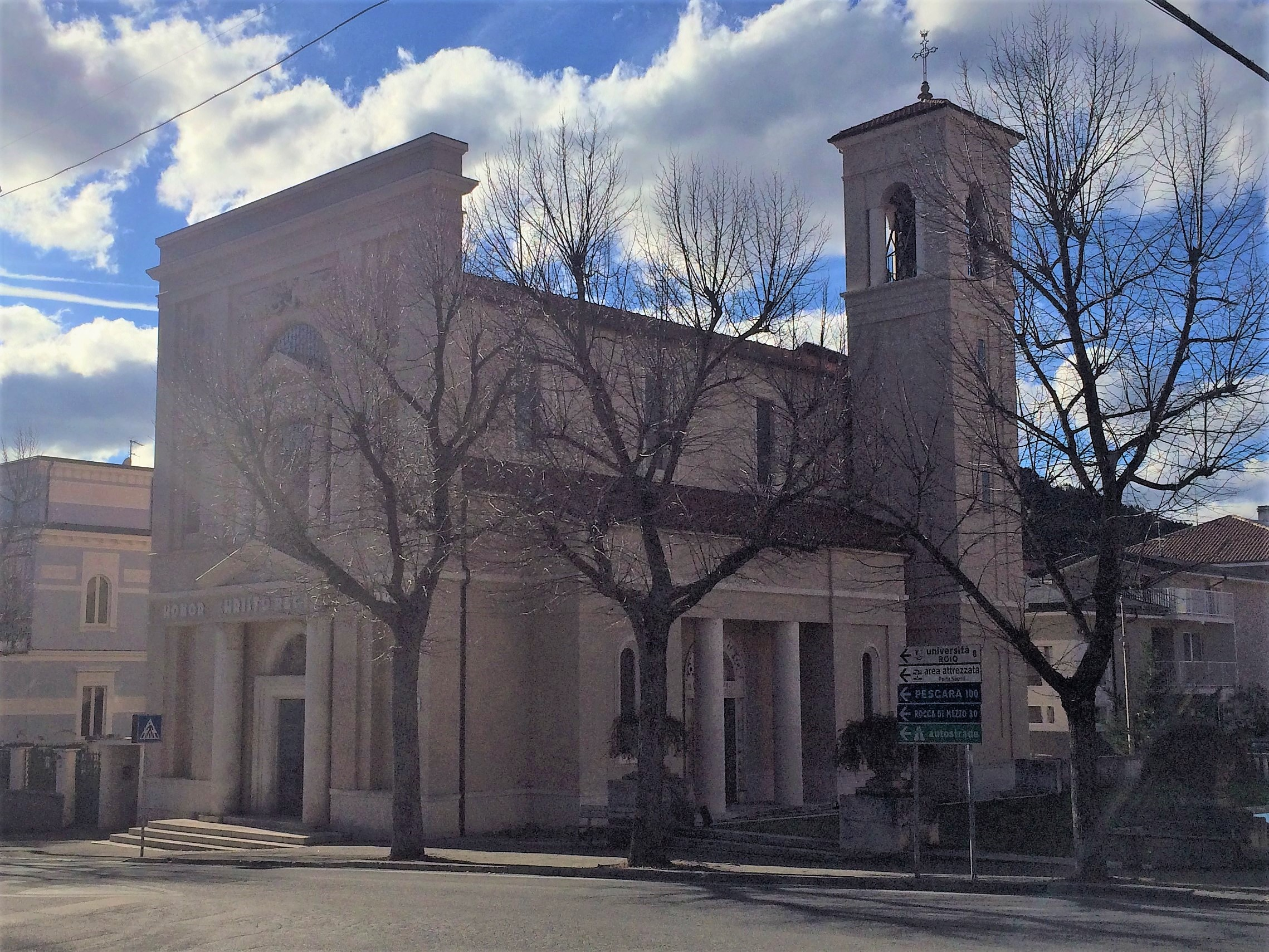
La chiesa di Cristo Re all'Aquila.

Fu personalità chiave dell'architettura giuliana, ricoprendo anche la carica di ispettore per la Soprintendenza alle Belle Arti di Trieste e della Regione Giulia.
Giunse a Trieste nel 1900 al seguito della famiglia. Grazie a una borsa di studio frequentò l'Istituto di Belle Arti di Roma, diplomandosi nel 1915. Prese in seguito parte al primo conflitto mondiale come volontario, guadagnandosi una medaglia e una croce di guerra. Nel 1919 inizia la collaborazione con l'Ufficio Belle Arti di Trieste (dal 1924 Regia Soprintendenza). Prese parte all'impresa fiumana di Gabriele D'Annunzio e successivamente seguì il viaggio del Milite Ignoto da Aquileia a Roma. Curò il restauro di numerosi edifici sacri nella Venezia Giulia.
Tra il 1929 ed il 1931 eseguì, con l'allora sovrinventendente Ferdinando Forlati, il restauro del Castello di Miramare, dapprima destinato a sede museale e successivamente riconvertito a residenza del duca Amedeo di Savoia-Aosta. Nel 1932 fu trasferito all'Aquila con la qualifica di direttore di II grado. Dopo un rientro di breve durata nella città natale , dagli inizi degli anni Cinquanta si trasferì definitivamente a Milano quale redattore del Touring Club Italiano; tra i suoi principali lavori si ricorda anche il rifacimento dell'oratorio di San Giuseppe dei Minimi e la realizzazione della chiesa di Cristo Re all'Aquila.

## Opere principali
- Roma Nell'Arte; La Scultura Nell'evo Moderno dal Quattrocento ad Oggi, Roma, Edizioni Mediterranee, 1942.
- Capolavori d'Arte in Roma, Roma, Edizioni Mediterranee, 1958.